# Лежениця-Кольонія
Лежениця-Кольонія (пол. Leżenica-Kolonia) — село в Польщі, у гміні Шидлово Пільського повіту Великопольського воєводства.
Населення — 48 осіб (2011).
У 1975-1998 роках село належало до Пільського воєводства.

## Демографія
Демографічна структура станом на 31 березня 2011 року:
|          | Загалом | Допрацездатний вік | Працездатний вік | Постпрацездатний вік |
| -------- | ------- | ------------------ | ---------------- | -------------------- |
| Чоловіки | 27      | 6                  | 17               | 4                    |
| Жінки    | 21      | 2                  | 13               | 6                    |
| Разом    | 48      | 8                  | 30               | 10                   |